# Macroptilium martii
Macroptilium martii är en ärtväxtart som först beskrevs av George Bentham, och fick sitt nu gällande namn av Marechal och Jean C. Baudet. Macroptilium martii ingår i släktet Macroptilium och familjen ärtväxter. Inga underarter finns listade i Catalogue of Life.